# Фабіан Руїс
Фабіан Руїс Пенья (ісп. Fabián Ruiz Peña, нар. 3 квітня 1996, Лос-Паласіос-і-Вільяфранка) — іспанський футболіст, півзахисник клубу «Парі Сен-Жермен» та національної збірної Іспанії.

## Клубна кар'єра
Народився 3 квітня 1996 року в місті Лос-Паласіос-і-Вільяфранка. У 2004 році, у віці восьми років, футболіст приєднався до молодіжної команди клубу «Реал Бетіс», покинувши футбольну школу «Лас-Паласьос» зі свого рідного міста. У липні 2014 року Фабіан був підвищений до резервної команди «Реал Бетіс Б» і дебютував за неї 21 вересня в Сегунді Б, вийшовши на заміну у другому таймі в домашньому матчі проти «Марбельї» (1:4).
13 грудня Фабіан провів свій перший поєдинок за основну команду, замінивши Хаві Торреса на 51-й хвилині в матчі Сегунди проти «Луго» (1:0). Він з'явився в шести матчах протягом сезону і вийшов разом зі своєю командою у Ла Лігу. Фабіан дебютував у вищому дивізіоні іспанського футболу 23 серпня 2015 року, замінивши Альфреда Н'Діайє у домашньому матчі проти «Вільярреала» (1:1). 
23 грудня наступного року він продовжив свій контракт до 2019 року, після чого перейшов на правах оренди в клуб Сегунди «Ельче». 17 березня 2017 року Фабіан забив свій перший гол на професійному рівні, відкривши рахунок у матчі проти «Хімнастіка» (3:1). За підсумками сезону він провів 18 матчів за «Ельче» і не зміг допомогти команді зберегти місце в Сегунді.
Повернувшись 2017 року до рідної команди Руїс став основним гравцем у нового тренера «біло-зелених» Кіке Сетьєна, зігравши у 34 іграх чемпіонату, і допоміг команді зайняти 6-те місце та кваліфікуватись до Ліги Європи.
5 липня 2018 року Фабіан Руїс став гравцем італійського «Наполі». Контракт був підписаний на 5 років, зарплата Фабіана в «Наполі» склала 2,5 млн євро в рік. За неофіційними даними, сума трансферу склала 30 млн євро. У першому сезоні відіграв за неаполітанську команду 27 матчів в національному чемпіонаті і допоміг їй стати віце-чемпіоном Італії.

## Виступи за збірні
2015 року дебютував у складі юнацької збірної Іспанії, взяв участь у 2 іграх на юнацькому рівні.
З 2017 року залучався до матчів молодіжної збірної Іспанії, у її складі поїхав на молодіжний чемпіонат Європи 2019 року в Італії. На переможному для збірної Іспанії турнірі Фабіан Руїс був визнаний кращим гравцем.
7 червня 2019 року дебютував в офіційних матчах у складі національної збірної Іспанії в грі відбору на Євро-2020 проти Фарерських островів (4:1), замінивши на 74 хвилині Іско.

## Статистика виступів

### Статистика клубних виступів
| Сезон                  | Команда                | Чемпіонат              | Чемпіонат | Чемпіонат | Національний кубок | Національний кубок | Національний кубок | Континентальні кубки | Континентальні кубки | Континентальні кубки | Інші змагання | Інші змагання | Інші змагання | Усього | Усього |
| Сезон                  | Команда                | Ліга                   | Ігор      | Голів     | Ліга               | Ігор               | Голів              | Ліга                 | Ігор                 | Голів                | Ліга          | Ігор          | Голів         | Ігор   | Голів  |
| ---------------------- | ---------------------- | ---------------------- | --------- | --------- | ------------------ | ------------------ | ------------------ | -------------------- | -------------------- | -------------------- | ------------- | ------------- | ------------- | ------ | ------ |
| 2014–15                | «Реал Бетіс»           | СД                     | 6         | 0         | КІ                 | -                  | -                  | -                    | -                    | -                    | -             | -             | -             | 6      | 0      |
| 2015–16                | «Реал Бетіс»           | ПД                     | 12        | 0         | КІ                 | 2                  | 0                  | -                    | -                    | -                    | -             | -             | -             | 14     | 0      |
| 2016–17                | «Реал Бетіс»           | ПД                     | 4         | 0         | КІ                 | 1                  | 0                  | -                    | -                    | -                    | -             | -             | -             | 5      | 0      |
| 2016–17                | «Ельче»                | СД                     | 18        | 1         | КІ                 | -                  | -                  | -                    | -                    | -                    | -             | -             | -             | 18     | 1      |
| 2017–18                | «Реал Бетіс»           | ПД                     | 34        | 3         | КІ                 | 1                  | 0                  | -                    | -                    | -                    | -             | -             | -             | 35     | 3      |
| Усього за «Реал Бетіс» | Усього за «Реал Бетіс» | Усього за «Реал Бетіс» | 56        | 3         |                    | 4                  | 0                  |                      | -                    | -                    |               | -             | -             | 60     | 3      |
| 2018–19                | «Наполі»               | A                      | 27        | 5         | КІ                 | 2                  | 1                  | ЛЧ+ЛЄ                | 6+5                  | 0+1                  | -             | -             | -             | 40     | 7      |
| 2019–20                | «Наполі»               | A                      | 33        | 3         | КІ                 | 5                  | 1                  | ЛЧ                   | 8                    | 0                    |               | -             | -             | 46     | 4      |
| 2020–21                | «Наполі»               | A                      | 33        | 3         | КІ                 | 1                  | 0                  | ЛЄ                   | 8                    | 1                    | СІ            | 0             | 0             | 42     | 4      |
| 2021–22                | «Наполі»               | A                      | 32        | 7         | КІ                 | 1                  | 0                  | ЛЄ                   | 5                    | 0                    |               | -             | -             | 38     | 7      |
| Усього за «Наполі»     | Усього за «Наполі»     | Усього за «Наполі»     | 125       | 18        |                    | 9                  | 2                  |                      | 32                   | 2                    |               | 0             | 0             | 166    | 22     |
| Усього за кар'єру      | Усього за кар'єру      | Усього за кар'єру      | 199       | 22        |                    | 12                 | 2                  |                      | 32                   | 2                    |               | 0             | 0             | 243    | 26     |

### Статистика виступів за збірну
| Дата       | Місто      | Господарі         | Результат  | Гості      | Турнір                                    | Голи | Примітки |
| ---------- | ---------- | ----------------- | ---------- | ---------- | ----------------------------------------- | ---- | -------- |
| 7-6-2019   | Торсгавн   | Фарерські острови | 1 – 4      | Іспанія    | Відбір до ЧЄ 2020                         | -    | 74'      |
| 10-6-2019  | Мадрид     | Іспанія           | 3 – 0      | Швеція     | Відбір до ЧЄ 2020                         | -    |          |
| 5-9-2019   | Бухарест   | Румунія           | 1 – 2      | Іспанія    | Відбір до ЧЄ 2020                         | -    |          |
| 12-10-2019 | Осло       | Норвегія          | 1 – 1      | Іспанія    | Відбір до ЧЄ 2020                         | -    | 81'      |
| 15-10-2019 | Стокгольм  | Швеція            | 1 – 1      | Іспанія    | Відбір до ЧЄ 2020                         | -    | 80'      |
| 18-11-2019 | Мадрид     | Іспанія           | 5 – 0      | Румунія    | Відбір до ЧЄ 2020                         | 1    |          |
| 3-9-2020   | Штутгарт   | Німеччина         | 1 – 1      | Іспанія    | Ліга націй УЄФА 2020—2021 - груповий етап | -    | 80'      |
| 14-11-2020 | Базель     | Швейцарія         | 1 – 1      | Іспанія    | Ліга націй УЄФА 2020—2021 - груповий етап | -    | 56'      |
| 17-11-2020 | Севілья    | Іспанія           | 6 – 0      | Німеччина  | Ліга націй УЄФА 2020—2021 - груповий етап | -    | 12'      |
| 28-3-2021  | Тбілісі    | Грузія            | 1 – 2      | Іспанія    | Відбір до ЧС 2022                         | -    | 54'      |
| 31-3-2021  | Севілья    | Іспанія           | 3 – 1      | Косово     | Відбір до ЧС 2022                         | -    | 68'      |
| 4-6-2021   | Мадрид     | Іспанія           | 0 – 0      | Португалія | товариський матч                          | -    | 75'      |
| 14-6-2021  | Севілья    | Іспанія           | 0 – 0      | Швеція     | ЧЄ 2020 - груповий етап                   | -    | 87'      |
| 19-6-2021  | Севілья    | Іспанія           | 1 – 1      | Польща     | ЧЄ 2020 - груповий етап                   | -    | 68'      |
| 28-6-2021  | Копенгаген | Хорватія          | 3 – 5 д.ч. | Іспанія    | ЧЄ 2020 - 1/8 фіналу                      | -    | 77'      |
| Усього     |            | Матчів            | 15         |            | Голів                                     | 1    |          |

| Дата       | Місто             | Господарі         | Результат | Гості             | Турнір                              | Голи | Примітки |
| ---------- | ----------------- | ----------------- | --------- | ----------------- | ----------------------------------- | ---- | -------- |
| 10-10-2017 | Попрад            | Словаччина        | 1 – 4     | Іспанія           | Кваліфікація молодіжного Євро-2019  | -    | 89'      |
| 9-11-2017  | Мурсія            | Іспанія           | 1 – 0     | Ісландія          | Кваліфікація молодіжного Євро-2019  | 1    | 77'      |
| 14-11-2017 | Картахена         | Іспанія           | 5 – 1     | Словаччина        | Кваліфікація молодіжного Євро-2019  | -    |          |
| 22-3-2018  | Портадаун         | Північна Ірландія | 3 – 5     | Іспанія           | Кваліфікація молодіжного Євро-2019  | -    | 8'       |
| 27-3-2018  | Понферрада        | Іспанія           | 3 – 1     | Естонія           | Кваліфікація молодіжного Євро-2019  | 1    |          |
| 11-9-2018  | Альбасете         | Іспанія           | 1 – 2     | Північна Ірландія | Кваліфікація молодіжного Євро-2019  | -    | 50'      |
| 11-10-2018 | Тирана            | Албанія           | 0 – 1     | Іспанія           | Кваліфікація молодіжного Євро-2019  | -    | 60'      |
| 16-10-2018 | Рейк'явік         | Ісландія          | 2 – 7     | Іспанія           | Кваліфікація молодіжного Євро-2019  | 1    | 8'       |
| 14-11-2018 | Логроньо          | Іспанія           | 4 – 1     | Данія             | Товариський матч                    | -    | 68'      |
| 19-11-2018 | Кан (Кальвадос)   | Франція           | 1 – 1     | Іспанія           | Товариський матч                    | -    | 89'      |
| 16-6-2019  | Болонья           | Італія            | 3 – 1     | Іспанія           | Молодіжне Євро-2019 - груповий етап | -    | 46'      |
| 22-6-2019  | Болонья           | Іспанія           | 5 – 0     | Польща            | Молодіжне Євро-2019 - груповий етап | 1    | 75'      |
| 27-6-2019  | Реджо-нель-Емілія | Іспанія           | 4 – 1     | Франція           | Молодіжне Євро-2019 - Півфінал      | -    | 24' 85'  |
| 30-6-2019  | Удіне             | Іспанія           | 2 – 1     | Німеччина         | Молодіжне Євро-2019 - Фінал         | 1    | 78'      |
| Усього     |                   | Матчів            | 14        |                   | Голів                               | 5    |          |

## Титули і досягнення

### Клубні
«Наполі»
- Володар Кубка Італії (1):  2019-20

«Парі Сен-Жермен»
- Чемпіон Франції (3): 2022-23, 2023-24, 2024-25
- Володар Кубка Франції (2): 2023-24, 2024-25
- Володар Суперкубка Франції (2): 2023, 2024
- Переможець Ліги чемпіонів УЄФА (1): 2024-25
- Володар Суперкубка УЄФА (1): 2025

### Збірні
- Чемпіон Європи (U-21): 2019
- Переможець Ліги націй УЄФА: 2022-23
- Чемпіон Європи: 2024[12]